# 2813 Zappalà
2813 Zappalà eller 1981 WZ är en asteroid i huvudbältet som upptäcktes den 24 november 1981 av den amerikanske astronomen Edward L.G. Bowell vid Anderson Mesa Station. Den är uppkallad efter den italienske astronomen Vincenzo Zappalà.
Asteroiden har en diameter på ungefär 32 kilometer.